# Joana Marte
Joana Marte é um banda brasileira de rock fundada em 2015 em Belém, no Pará, pelo vocalista/guitarrista Rubens Guilhon e o baterista Bruno Azevedo. Definem-se como uma banda de rock alternativo, mas são considerados também um grupo de rock psicodélico e progressivo.

## História
A banda foi fundada no ano de 2015 em Belém, capital do Pará por Rubens Guilhon (vocais, guitarra) e Bruno Azevedo (bateria, percussão). O primeiro baixista, Davi Cosme, que batizou a banda, tocou com eles em apenas um show antes de ir para os Estados Unidos estudar, sendo substituído por Leo Chaves. A banda estreou nos palcos longe de sua cidade natal, durante uma turnê pelas cidades de São Paulo e Avaré (São Paulo).
Em 8 de junho de 2018, lançaram seu álbum de estreia, De Outro Lugar, contando com o tecladista João Pedro Normando na formação. O lançamento foi precedido pelo single duplo "Inimigos"/"Valsa", lançado em maio.
Em 29 de agosto de 2019, lançaram o single "Egresso". Em fevereiro de 2020, já sem João Pedro na formação, lançaram o single "Tempinho", que integraria o segundo álbum deles, então previsto para o primeiro semestre daquele ano. O single, bem como "Egresso", trouxe elementos de música brasileira, sinalizando que a banda seguiria um caminho diferente daquele explorado no primeiro disco.
Em março, foi anunciado que eles concorriam a uma vaga no palco do Lollapalooza Brasil, que ocorreria em abril de 2020, mas o evento foi adiado para dezembro do mesmo ano e, depois, para setembro de 2021. Em maio, foram selecionados para um edital emergencial lançado pelo Itaú Cultural para ajudar artistas que tiveram suas rendas comprometidas por conta dos efeitos da pandemia de COVID-19. O segundo álbum está previsto para o primeiro semestre de 2021.

## Estilo musical
A banda se define como um grupo de rock alternativo em seu site oficial, e reconhece elementos de jazz, samba, música erudita, psicodelia, baião e valsa em sua música, além do próprio rock progressivo e psicodélico. O grupo é influenciado por Tame Impala, Pink Floyd, Os Mutantes e Radiohead.

## Integrantes

### Atuais
- Rubens Guilhon — vocais, guitarra (2015-atualmente)
- Leo Chaves — baixo (2015-atualmente)
- Bruno Azevedo — bateria e percussão (2015-atualmente)

### Ex-integrantes
- João Pedro Normando — teclado (?)
- Davi Cosme — baixo (2015)

## Discografia

### EPs
- Distante do Irreal (2017)

### Álbuns
- De Outro Lugar (2018)

### Singles
- "Inimigos" / "Valsa" (2018)
- "Egresso" (2019)
- "Tempinho" (2020)